# Niesenthal
Niesenthal (lb. Nisendaller Haff) – mała miejscowość (lieu-dit) we wschodnim Luksemburgu, w kantonie Echternach, w gminie Waldbillig. Do 3 października 2015 miejscowość leżała w dystrykcie Grevenmacher.